# Озерянский сельский совет (Генический район)
Озерянский сельский совет (укр. Озерянська сільська рада) — входит в состав
Генического района
Херсонской области
Украины.
Административный центр сельского совета находится в селе Озеряны.

## История
- 1949 — дата образования.

## Населённые пункты совета
- с. Озеряны
- с. Новый Азов
- с. Перекоп
- с. Приморское
- с. Пчёлка